# زید بن عدی
زید بن عدی دبیر و مترجم عربی در دربار خسرو پرویز (ح. ۵۹۰–۶۲۸) بود. پدر زید، عدی بن زید عبادی، اهل حیره بود او نیز در دربار خسرو مترجمی و دبیری می‌کرد.
نویسندگان مسلمان از زید بن عدی به‌عنوان مخترع خط عربی یاد کرده‌اند؛ اما خط عربی حداقل ۱۵۰ سال قبل از محمّد در منطقهٔ نجران استفاده می‌شده و در خدمت تبلیغات مسیحی بوده‌است.

## قتل پدر زید بن عدی به دست نعمان سوم
عدی بن زید عبادی، نعمان سوم، آخرین پادشاه از خاندان لخمی را پرورش داده و تربیت کرده بود. عدی بن زید عبادی با نفوذی که در دربار خسرو داشت استفاده کرده، با راهنمایی‌های خود باعث شد که خسرو از بین ده برادر نعمان او را به پادشاهی خاندان لخمی برگزیند.
نعمان سوم بر اثر دسیسه و دشمنی افکنی‌های حامیان برادرش که راضی به انتخاب نعمان نبودند، کینهٔ عدی بن زید عبادی، ولی نعمت خود را به دل گرفته، وی را به حیله به حیره فرا خوانده و به قتل رساند. نعمان بزودی از عمل خود پشیمان شده و پسر او زید بن عدی را، به‌جای پدر، به دربار خسرو فرستاد تا به‌جای پدرش کار مترجمی و دبیری را انجام بدهد.

## دسیسه زید بن عدی علیه نعمان خسرو
طبری می‌نویسد، زید بن عدی در دربار مورد علاقه و اعتماد خسرو قرار گرفت. چنان بود که ملوک پارسیان از ولایت‌ها طلب زنانی می‌کردند که وصف آن نوشته شده بود ولی از دیار عرب چیزی نمی‌جستند و نمی‌خواستند. زید بن عدی که کینهٔ قتل پدر، به‌دست نعمان را بر دل داشت، به خسرو پرویز خبر داد که وصف زنانی که شما می‌جویید را خوانده‌ام و دانم که در پیش بندهٔ تو نعمان از دختران وی و عمانش و کسانش بیشتر از بیست زن بر این صفت هست. خسرو همراه وی فرستاده‌ای نزد نعمان بفرستاد.
نعمان در جواب خواست خسرو، به زید گفت «مگر در زیبا رویان سواد (عراق) و دیارش حاجت خویش نمی‌یابید؟ » و به جای زیبا روی کلمهٔ عین به کار برد که استعاره از زیبا روی باشد. فرستاده از زید پرسید عین چیست؟ زید گفت به معنی گاو است. نعمان نامه‌ای همراه آن دو کرد و نوشت که آنکه شاه می‌خواهد، نزد من نیست و به زید گفت به نزد شاه عذری شایسته بگو.
چون به نزد خسرو بازگشتند، زید گفت: من شاه را گرامی‌تر از آن می‌دانم که گفتهٔ او را بر زبان آورم و از فرستادهٔ همراهش خواست، جواب نعمان را به شاه بگوید. فرستاده گفت، نعمان به ما گفته است « مگر گاوان سواد (عراق) او را بس نیست که به طلب زنان ما برآمده است؟ » در تاریخ ابن خلدون به‌جای کلمهٔ «عین»، «عیر» آمده‌است و نوشته شده که عیر بمعنی گاو است و منظور نعمان زنان سیه چشم بوده‌است.
خسرو به سختی خشمگین شد و این سخن در دل او کارگر افتاد ولی گفت بسیار بنده که بدتر از این گوید و آنگاه توبه کند. این سخن شایع شد و به نعمان رسید و خسرو ماه‌ها چیزی نگفت و نعمان در انتظار می‌برد تا نامهٔ خسرو بدو رسید که بیا که شاه ایران را به تو نیاز است. چون نامه به نعمان رسید سلاح و مال خویش برگرفت و فرار کرد ولی هیچ‌کس نعمان را نپذیرفت چون از خشم خسرو می‌ترسیدند. نعمان پنهانی به دشت ذوقار پیش قبیلهٔ بنی شیبان رفت و خانواده و اموال خود را به هانی بن مسعود بزرگ قبیلهٔ بنی شیبان سپرد. سپس نعمان سوی خسرو رفت. 
در راه زید بن عدی را دید و به وی گفت این کار تو کردی، بخدا اگر جستم با تو همان کنم که با پدرت کردم.
زید بن عدی گفت، نعمانک! برو، چنان اخیه‌ای (میخ آخوری) برای تو بسته‌ام که اسب چموش بریدن آن نتواند. (چنان اسباب گرفتاریت را فراهم کرده‌ام که رهایی نخواهی یافت.)
چون خسرو پرویز خبر رسیدن نعمان را شنید، وی را به بند کرده و به زندان خانقین فرستاد و به زندان بود تا طاعون بیامد و در آنجا بمرد.
طبری می‌نویسد که از ابوعبیده معمر بن مثنی روایت کرده‌اند که سبب جنگ ذوقار آن بود که وقتی نعمان عدی بن زید عبادی را بکشت، برادر و پسر عدی مترجم خسرو بودند و نامه‌ای که نعمان به خسرو نوشته بود را، تحریف کرده، خسرو به خشم آمده و بگفت تا نعمان را بکشند.
کشته شدن نعمان به دست خسرو پرویز، حوادثی را رقم زد که منجر به نبرد اعراب و ایرانیان در جنگ ذوقار شد.